# Alcara li Fusi

Localització d'Alcara li Fusi

Alcara li Fusi (sicilià Alcara li Fusi) és un municipi italià, dins de la ciutat metropolitana de Messina. L'any 2006 tenia 2.474 habitants. Limita amb els municipis de Cesarò, Longi, Militello Rosmarino, San Fratello i San Marco d'Alunzio.

## Llista d'alcaldes
- 1860 Mileti Nicolò Alcalde
- 1861 – 1863 Frangipane Giuseppe Alcalde
- 1863 Savoia Antonio Comissari
- 1864 – 1870 Bartolo Gentile Giuseppe Alcalde
- 1870 Mileti Nicolò Alcalde
- 1871 Galvagno Pietro Comissari
- 1872 – 1876 Bartolo Gentile Giuseppe Alcalde
- 1876 – 1878 Gentile Giovanni Alcalde
- 1878 – 1880 Bartolo Giuseppe Alcalde
- 1880 – 1884 Bartolo Artale Giuseppe Alcalde
- 1884 – 1891 Ciuppa Celestino Alcalde
- 1891 Rosso Alfonso Comissari
- 1892 – 1895 Bartolo Giuseppe Alcalde
- 1895 Spampinato Carlo Comissari
- 1896 Costa Quartarone Domenico Comissari
- 1897 Strocchi Roberto Comissari
- 1898 – 1900 Lanza Giuseppe Alcalde
- 1900 – 1913 Mileti Giuseppe Alcalde
- 1913 – 1919 Bartolo Giuseppe Alcalde
- 1919 Ceraolo Vincenzo Comissari
- 1919 Di Battista Decio Comissari
- 1920 Miceli Salvatore Comissari
- 1920 – 1922 Mileti Salvatore Alcalde
- 1923 Ciofalo Antonio Comissari
- 1924 Coco Giuseppe Comissari
- 1924 – 1926 Sirna Francesco Comissari
- 1926 – 1930 Lanza Salvatore Podestà
- 1930 – 1931 Miceli Giuseppe Comissari
- 1931 – 1932 Lo Presti Crisostomo Comissari
- 1932 – 1936 Satullo Gaetano Podestà
- 1936 – 1939 Aquino Salvatore Podestà
- 1939 Mazza Luigi Comissari
- 1939 – 1941 Lipari Gioacchino Comissari
- 1941 – 1944 Satullo Gaetano Podestà
- 1944 Urso Pietro Comissari
- 1944 Conti Giovanni Comissari
- 1944 Di Bartolo Francesco Comissari
- 1945 – 1946 Di Bartolo Francesco Alcalde
- 1946 – 1949 Lanza Salvatore Alcalde
- 1949 – 1950 Morelli Gaetano Alcalde
- 1950 L'Abbate Giuseppe Comissari
- 1951 – 1952 Scafidi Francesco Comissari
- 1952 – 1956 Rundo Nunzio Alcalde
- 1956 – 1960 Spinello Angelo Alcalde
- 1960 – 1970 Rundo Giuseppe Alcalde
- 1970 - 1975 Satullo Nicolò Alcalde
- 1975 - 1980 Rundo Nunzio Alcalde
- 1980 - 1988 Spinello Angelo Alcalde
- 1989 Comissari
- 1989 – 1993 Lombardo Ignazio Alcalde
- 1993 – 1998 Pirronello Giuseppe Alcalde
- 1998 – 2002 Lombardo Ignazio Alcalde
- 2002 – 2007 Vasi Antonino Alcalde
- Des de 2007 Spinello Giuseppe Alcalde

## Personatges il·lustres
- Vittorio Laudi